# Aloysius Bellecius
Aloysius Bellecius SJ (* 15. Februar 1704 in Freiburg im Breisgau; † 27. April 1757 in Augsburg) war ein deutscher römisch-katholischer Priester und Theologe.

## Leben
Er trat 1719 den Jesuiten bei. Während seines Lebens als Jesuit arbeitete Bellecius in verschiedenen Positionen: Für einige Zeit bildete er Missionare aus, die nach Indien gingen. Später verbrachte Bellecius selbst vier Jahre in der Jesuitenmission in Marañón. Nach seiner Rückkehr aus Peru wurde Bellecius Direktor des Jesuitenseminars in Porrentruy in der Diözese Basel. 1750 wurde er Professor für Theologie an der Universität seiner Heimatstadt Freiburg. 1752 wurde er Lehrer an der Jesuitenschule in Ebersberg. 1755 ging Bellecius nach Augsburg, wo er bis zu seinem Tod 1757 als Pfarrer arbeitete.

## Schriften (Auswahl)
- Christianus Piè Moriens, Seu Adjumenta Procurandae Bonae Mortis DD. Sodalibus Congregationis Majoris Academicae Friburgo Brisgoicae B. V. Mariae. Freiburg im Breisgau 1749.
- Virtutis Solidae Praecipua Impedimenta, Subsidia Et Incitamenta. Commentationibus Illustrata, Omnium Usui Aptatis, quae servire insuper poterunt pro argumento concionum: uti et considerationum tempore exercitiorum; praesertim verò pro gemino sacrae collectionis triduo; prout ex subjectis hunc in finem elenchis patet. Partes tres. Regensburg 1755.
- Christianus Pie Moriens, Seu Adjumenta Procurandae Bonae Mortis. Opusculum Personis Tam Saecularibus Quam Religiosis, Praecipue Vero Animarum Curatoribus Perquam Utile. Augsburg 1756.
- Medulla Asceseos Seu Exercitia S. P. Ignatii De Loyola. Accuratiori, Quam Hactenus Ab Aliis Factum, Et Menti Eius Propiori Methodo Explanata. Ubi Simul Meditationum Nexus, Ordo et Scopus, Nec Non Exercitiorum Omne Artificium, Totiusque Operis Mira Compages Ob Oculos Ponitur. Innsbruck 1757.

| Personendaten    | Personendaten                           |
| ---------------- | --------------------------------------- |
| NAME             | Bellecius, Aloysius                     |
| KURZBESCHREIBUNG | deutscher römisch-katholischer Theologe |
| GEBURTSDATUM     | 15. Februar 1704                        |
| GEBURTSORT       | Freiburg im Breisgau                    |
| STERBEDATUM      | 27. April 1757                          |
| STERBEORT        | Augsburg                                |